# Nederland op de Olympische Zomerspelen 1984
Nederland nam deel aan de Olympische Zomerspelen 1984 in Los Angeles, Verenigde Staten. De dertien medailles waren goed voor de dertiende plaats in het medailleklassement.

## Medailles
| Sport    | Olympiër                                                                         | Discipline       | Medaille |
| -------- | -------------------------------------------------------------------------------- | ---------------- | -------- |
| Atletiek | Ria Stalman                                                                      | discuswerpen (v) | Goud     |
| Hockey   | Olympisch team                                                                   | vrouwen          | Goud     |
| Zeilen   | Stephan van den Berg                                                             | windglider (m)   | Goud     |
| Zwemmen  | Jolanda de Rover                                                                 | 200 m rug (v)    | Goud     |
| Zwemmen  | Petra van Staveren                                                               | 100 m school (v) | Goud     |
|          |                                                                                  |                  |          |
| Roeien   | Greet Hellemans Nicolette Hellemans                                              | dubbel twee (v)  | Zilver   |
| Zwemmen  | Conny van Bentum Desi Reijers Annemarie Verstappen Elles Voskes Wilma van Velsen | 4×100m vrij (v)  | Zilver   |
|          |                                                                                  |                  |          |
| Boksen   | Arnold Vanderlyde                                                                | zwaargewicht (m) | Brons    |
| Kanoën   | Annemiek Derckx                                                                  | K1 500 m (v)     | Brons    |
| Roeien   | Holland acht                                                                     | acht (v)         | Brons    |
| Zwemmen  | Annemarie Verstappen                                                             | 100 m vrij (v)   | Brons    |
| Zwemmen  | Annemarie Verstappen                                                             | 200 m vrij (v)   | Brons    |
| Zwemmen  | Jolanda de Rover                                                                 | 100 m rug (v)    | Brons    |

## Overzicht per sport
| Sport            | Deelnemers | Goud | Zilver | Brons | Totaal |
| ---------------- | ---------- | ---- | ------ | ----- | ------ |
| Atletiek         | 13         | 1    |        |       | 1      |
| Boksen           | 2          |      |        | 1     | 1      |
| Boogschieten     | 2          |      |        |       | '      |
| Hockey           | 32         | 1    |        |       | 1      |
| Judo             | 3          |      |        |       | '      |
| Kanovaren        | 3          |      |        | 1     | 1      |
| Paardensport     | 3          |      |        |       | '      |
| Roeien           | 17         |      | 1      | 1     | 2      |
| Schietsport      | 4          |      |        |       | '      |
| Schoonspringen   | 1          |      |        |       | '      |
| Synchroonzwemmen | 3          |      |        |       | '      |
| Waterpolo        | 13         |      |        |       | '      |
| Wielrennen       | 16         |      |        |       | '      |
| Zeilen           | 8          | 1    |        |       | 1      |
| Zwemmen          | 16         | 2    | 1      | 3     | 6      |
| Totaal           | 136        | 5    | 2      | 6     | 13     |

## Resultaten per onderdeel

### Atletiek
| Olympiër        | Discipline             | Resultaat    | Prestatie |
| --------------- | ---------------------- | ------------ | --- |
| Stijn Jaspers   | 5000m (m)              | series       | serie 2: 13.58,51 (8e tijd) |
| Hans Koeleman   | 3000m steeplechase (m) | halve finale | serie 2: 8.31,34 (4e tijd) halve finale 2: 8.32,29 (10e tijd)                                                                                   |
| Cor Lambregts   | marathon (m)           | -            | niet geklasseerd |
| Gerard Nijboer  | marathon (m)           | -            | niet geklasseerd |
| Cor Vriend      | marathon (m)           | 39e          | 2.21,08 |
| Erik de Bruin   | discuswerpen (m)       | 9e           | kwalificatiegroep B: 60,76m, 61,06m, 61,56m finale: 56,88m, 62,32m, 60,10m                                                                      |
| Erik de Bruin   | kogelstoten (m)        | 8e           | kwalificatiegroep B: 19,20, 19,28m, 19,07m (5e) finale: 19,65m, ongeldig, ongeldig, overgeslagen, ongeldig, ongeldig,                           |
|                 |                        |              | |
| Els Vader       | 100m (v)               | kwartfinale  | serie 1: 11,43 (3e tijd) kwart finale 3: 11,56 (5e tijd)                                                                                        |
| Els Vader       | 200m (v)               | halve finale | serie 3: 26,65 (2e tijd) kwartfinale 3: 23,31 (3e tijd) halve finale 1: 23,43 (7e tijd)                                                         |
| Olga Commandeur | 400m (v)               | halve finale | serie 3: 56,67 (1e tijd) halve finale 2: 57,01 (6e tijd)                                                                                        |
| Elly van Hulst  | 800m (v)               | halve finale | serie 4: 2.03,38 (3e tijd) halve finale 1: 2.03,25 (5e tijd)                                                                                    |
| Elly van Hulst  | 1500m (v)              | 12e          | halve finale1: 4.10,69 (6e tijd) finale: 4.11,58                                                                                                |
| Carla Beurskens | marathon (v)           | 22e          | 2:37.51 |
| Ria Stalman     | discuswerpen (v)       | Goud         | kwalificatie groep A: 58,28m (1e) finale: 64,50m, 61,16m, 63,70m, 64,28m, 63,64m 65,36m                                                         |
| Tineke Hidding  | zevenkamp (v)          | 7e           | 100m horden: 13,70 hoogspringen: 1,74m kogelstoten: 13,48m 200m: 24,12 verspringen: 6,35m speerwerpen: 33,94m 800m: 2.12,84 totaal: 6147 punten |
| Marjon Wijnsma  | zevenkamp (v)          | 11e          | 100m horden: 13,93 hoogspringen: 1,83m kogelstoten: 12,57m 200m: 24,91 verspringen: 6,06m speerwerpen: 34,12m 800m: 2.12,91 totaal: 6015 punten |

### Boksen
| Olympiër            | Discipline                 | Resultaat   | Prestatie |
| ------------------- | -------------------------- | ----------- | --- |
| Pedro van Raamsdonk | middengewicht (–75 kg) (m) | kwartfinale | 1/16F: versloeg Augustus Oga Kenia 4-1 1/8F: versloeg Noe Cruciani Italië 5-0 1/8F: verloor van Aristides González Puerto Rico 1-4                          |
| Arnold Vanderlyde   | zwaargewicht (–91 kg) (m)  | Brons       | 1/16F: vrij 1/8F: versloeg Egerton Forster Sierra Leone 4-1 1/4F: versloeg Georgios Stefanopoulos Griekenland 5-0 1/2F: verloor van Willie DeWit Canada 2-3 |

### Boogschieten
| Olympiër       | Discipline      | Resultaat | Prestatie                                                                 |
| -------------- | --------------- | --------- | ------------------------------------------------------------------------- |
| Tiny Reniers   | individueel (m) | 13e       | ronde 1: 1247 punten (11e) ronde 2: 1239 punten (18e) totaal: 2486 punten |
|                |                 |           |                                                                           |
| Carry van Gool | individueel (v) | 23e       | ronde 1: 1211 punten (27e) ronde 2: 1211 punten (23e) totaal: 2422 punten |

### Hockey
| Olympiër | Discipline | Resultaat | Prestatie |
| --- | ---------- | --------- | --- |
| Peter van Asbeck Ewout van Asbeck Lex Bos Roderik Bouwman Cees Jan Diepeveen Theodoor Doyer Maarten van Grimbergen Arno den Hartog Tom van 't Hek Pierre Hermans René Klaassen Hans Kruize Hidde Kruize Ties Kruize Eric Pierik Ron Steens                        | mannen     | 6e        | voorronde 4-1 Nederland - Canada 3-1 Nederland - Nieuw-Zeeland 3-3 Nederland - Pakistan 3-4 Nederland - Groot-Brittannië 3-0 Nederland - Kenia om plaats 5/8 0-0 Nederland - Spanje na strafballen 10-4 2-5 Nederland - India |
| |            |           | |
| Carina Benninga Fieke Boekhorst Marjolein Eijsvogel Det de Beus Irene Hendriks Elsemiek Hillen Sandra Le Poole Anneloes Nieuwenhuizen Martine Ohr Alette Pos Lisette Sevens Marieke van Doorn Aletta van Manen Sophie von Weiler Laurien Willemse Margriet Zegers | vrouwen    | Goud      | groepsfase 2-1 Nederland - Nieuw-Zeeland 2-1 Nederland - Verenigde Staten 6-2 Nederland - Bondsrepubliek Duitsland 2-2 Nederland - Canada 2-0 Nederland - Australië                                                           |

### Judo
| Olympiër      | Discipline | Resultaat | Prestatie |
| ------------- | ---------- | --------- | --- |
| Rob Henneveld | -78 kg (m) | 7e        | 1/32F: walkover Jaime Casanova Dominicaanse Republiek 1/16F: verloor van Neil Adams Groot-Brittannië herkansing ronde 1: versloeg Rret Barron Verenigde Staten herkansing ronde 2: verloor van Mihel Nowak Frankrijk |
| Ben Spijkers  | -86 kg (m) | 10e       | 1/16F walkover Gilbert Gustin België 1/8F: Hamza Doublali Marokko KF: Walter Carmona Brazilië |
| Willy Wilhelm | +95 kg (m) | 11e       | 1/8F: verloor van Radomir Kovacevic Joegoslavië |

### Kanovaren
| Olympiër                     | Discipline    | Resultaat    | Prestatie                                      |
| ---------------------------- | ------------- | ------------ | ---------------------------------------------- |
| Gert Jan Lebbink Ron Stevens | K-2 500m (m)  | halve finale | serie: 1.38,29 (3e tijd) HF: 1.42,08 (5e tijd) |
| Gert Jan Lebbink Ron Stevens | K-2 1000m (m) | halve finale | serie: 3.34,04 (2e tijd) HF: 3.36,36 (5e tijd) |
|                              |               |              |                                                |
| Annemiek Derckx              | K-1 500m (v)  | Brons        | serie: 2.04,75 (3e tijd) finale: 2.00,11       |

### Paardensport
| Olympiër                                                    | Onderdeel             | Resultaat | Prestatie                                     |
| ----------------------------------------------------------- | --------------------- | --------- | --------------------------------------------- |
| Tineke Bartels-de Vries op "Duco"                           | dressuur, individueel | 13e       | Kwalificatie: 1539 punten                     |
| Annemarie Sanders-Keijzer op "Amon"                         | dressuur, individueel | 8e        | Kwalificatie: 1591 punten Finale: 1271 punten |
| Jo Rutten op "Ampere"                                       | dressuur, individueel | 28e       | Kwalificatie: 1456 punten                     |
| Tineke Bartels-de Vries Annemarie Sanders-Keijzer Jo Rutten | dressuur, team        | 4e        | totaal Kwalificatie: 4586 punten              |

### Roeien
| Olympiër | Discipline                 | Resultaat  | Prestatie                                                                                                |
| --- | -------------------------- | ---------- | --- |
| Herman van den Eerenbeemt | skiff (m)                  | herkansing | serie: 7.57,90 (5e tijd) herkansing: 7.34,28 (4e tijd)                                                   |
| Joost Adema Sjoerd Hoekstra | twee zonder stuurman (m)   | 7e         | serie: 7.01,47 (3e tijd) herkansing: 7.04,61 (5e tijd) B-finale: 7.02,62 (1e tijd)                       |
| Mark Emke Frans Göbel Nico Rienks Steven van Groningen | dubbelvier (m)             | 10e        | serie: 6.08,50 (3e tijd) herkansing 6.09,53 (3e tijd) B-finale: 6.12,41 (3e tijd)                        |
| |                            |            | |
| Jos Compaan | skiff (v)                  | 8e         | serie: 3.54,70 (3e tijd) herkansing: 3.59,29 (3e tijd) HF: 4.06,39 (6e tijd) B-finale: 3.52,80 (2e tijd) |
| Greet Hellemans Nicolette Hellemans | dubbeltwee (v)             | Zilver     | serie: 3.28,67 herkansing: 3.27,51 (1e tijd) finale: 3.29,13                                             |
| Harriet van Ettekoven Lynda Cornet | twee-zonder stuurvrouw (v) | 4e         | finale: 3.44,50                                                                                          |
| Marty Laurijsen Catalien Neelissen Anne-Marie Quist Wiljon Vaandrager Marieke van Drogenbroek                                                                        | vier-met stuurvrouw (v)    | 5e         | serie: 3.28,02 (2e tijd) herkansing: 3.24,62 (1e tijd) finale: 3.23,97                                   |
| Nicolette Hellemans Lynda Cornet Harriet van Ettekoven Greet Hellemans Marieke van Drogenbroek Anne-Marie Quist Catalien Neelissen Wiljon Vaandrager Marty Laurijsen | acht (v)                   | Brons      | finale: 3.02,92                                                                                          |

### Schietsport
| Olympiër         | Discipline                          | Resultaat | Prestatie                                                                       |
| ---------------- | ----------------------------------- | --------- | ------------------------------------------------------------------------------- |
| Jack Achilles    | kleinkalibergeweer 50 m 3 houdingen | 37e       | staand: 358 punten geknield: 373 punten liggend: 389 punten Totaal: 1120 punten |
| Jack Achilles    | kleinkalibergeweer 50 m liggend     | 30e       | 588 punten                                                                      |
| Herbert Memelink | luchtgeweer                         | 33e       | 570 punten                                                                      |
| John Pierik      | kleiduiven skeet                    | 4e        | 194 punten                                                                      |
| Eric Swinkels    | kleiduiven skeet                    | 10e       | 193 punten                                                                      |

### Schoonspringen
| Olympiër         | Discipline   | Resultaat | Prestatie                                              |
| ---------------- | ------------ | --------- | ------------------------------------------------------ |
| Daphne Jongejans | 3m plank (v) | 10e       | kwalificatie: 487,95 punten (4e) finale: 437,40 punten |

### Synchroonzwemmen
| Olympiër                       | Discipline  | Resultaat | Prestatie                                                                    |
| ------------------------------ | ----------- | --------- | ---------------------------------------------------------------------------- |
| Catrien Eijken                 | individueel | figuren   | figuren: 84,883                                                              |
| Marijke Engelen                | individueel | 4e        | figuren: 87,058 routine: 91,000 Totaal kwalificatie: 178,058 finale: 179,058 |
| Marjolein Philipsen            | individueel | figuren   | figuren: 84,867                                                              |
| Catrien Eijken Marijke Engelen | duet (v)    | 6e        | figuren: 89,232 routine: 91,800 Totaal kwalificatie: 181,032 finale: 182,632 |

### Wielersport
| Olympiër                                                 | Discipline                | Resultaat | Prestatie |
| -------------------------------------------------------- | ------------------------- | --------- | --- |
| Derk Jan van Egmond                                      | puntenkoers (m)           | 8e        | serie 2:ronde achterstand + 15 punten (10e) finale: 2 ronde achterstand + 56 punten                          |
| Jelle Nijdam                                             | achtervolging (m)         | 6e        | kwalificatie: 4.51,77 (10e tijd) 1/8F: versloeg Roberto Calovi Italië 1/4F: verloor van Dean Woods Australië |
| Ralf Elshof Marco van der Hulst Rik Moorman Jelle Nijdam | ploegenachtervolging (m)  | 10e       | kwalificatie: 4.33,45 (10e tijd)                                                                             |
|                                                          |                           |           | |
| Hans Daams                                               | wegwedstrijd (m)          | NC        | niet gefinisht                                                                                               |
| Twan Poels                                               | wegwedstrijd (m)          | NC        | niet gefinisht                                                                                               |
| Jean-Paul van Poppel                                     | wegwedstrijd (m)          | 44e       | 5:22.17 |
| Nico Verhoeven                                           | wegwedstrijd (m)          | NC        | niet gefinisht                                                                                               |
| Jos Alberts Erik Breukink Maarten Ducrot Gert Jakobs     | 100 km ploegentijdrit (m) | 4e        | 2:04.46 |
|                                                          |                           |           | |
| Leontine van der Lienden                                 | wegwedstrijd (v)          | 28e       | 2:22.03 |
| Thea van Rijnsoever                                      | wegwedstrijd (v)          | 39e       | 2:33.34 |
| Henny Top                                                | wegwedstrijd (v)          | 37e       | 2:33.34 |

### Waterpolo
| Olympiër | Discipline | Resultaat | Prestatie |
| --- | ---------- | --------- | --- |
| Johan Aantjes Stan van Belkum Wouly de Bie Ton Buunk Ed van Es Anton Heiden Nico Landeweerd Aad van Mil Ruud Misdorp Dick Nieuwenhuizen Eric Noordegraaf Roald van Noort Remco Pielstroom | mannen     | 6e        | voorronde 10-8 Nederland - China 10-9 Nederland - Canada 5-9 Nederland - Joegoslavië finale ronde 7-8 Nederland - Verenigde Staten 4-8 Nederland - Spanje 7-8 Nederland - Australië 2-15 Nederland - Bondsrepubliek Duitsland |

### Zeilen
| Olympiër                                   | Discipline     | Resultaat | Prestatie                                              |
| ------------------------------------------ | -------------- | --------- | ------------------------------------------------------ |
| Stephan van den Berg                       | Windglider (m) | Goud      | 27,7 punten (8,0, 3,0, 0,0, 17,0, 8,0, 3,0, 5,7)       |
| Mark Neeleman                              | Finn (g)       | 9e        | 81,7 punten (15,0, 15,0, 13,0, gd, 16,0, 17,0, 5,7)    |
| John Stavenuiter Guido Alkemade            | 470 (g)        | 9e        | 75,4 punten (11,7, 25,0, 3,0, 5,7, 18,0, 20,0, 17,0)   |
| Willy van Bladel Huub Lambriex             | tornado (g)    | 11e       | 86 punten (gd, 13,0, 17,0, 10,0 16,0, gd 27,0, 3,0     |
| Boudewijn Binkhorst Willem van Walt Meijer | star (g)       | 8e        | 76,0 punten (0, 13,0, J 19,0, 0,0, 3,0, gd 26,0, 15,0) |

gd is gediskwalificeerd
o is opgave
j is jury beslissing

### Zwemmen
| Olympiër                                                                                             | Discipline                      | Resultaat | Prestatie                                                                     |
| --- | ------------------------------- | --------- | ----------------------------------------------------------------------------- |
| Hans Kroes                                                                                           | 100m vrije slag (m)             | 13e       | serie 7: 51,19 (1e tijd) B-finale: 51,64 (5e tijd)                            |
| Hans Kroes                                                                                           | 200m vrije slag (m)             | 11e       | serie 2: 1.52,37 (2e tijd) B-finale: 1.52,36 (3e tijd)                        |
| Hans Kroes                                                                                           | 100m rugslag (m)                | 8e        | serie 2: 57,48 (2e tijd) finale: 58,07                                        |
| Edsard Schlingemann                                                                                  | 100m vrije slag (m)             | 13e       | serie 8: 51,33 (2e tijd) B-finale: 51,74 (7e tijd)                            |
| Edsard Schlingemann                                                                                  | 200m individueel wisselslag (m) | 18e       | serie 5: 2.08,27 (3e tijd)                                                    |
| Frank Drost                                                                                          | 200m vrije slag (m)             | 6e        | serie 5: 1.51,32 (2e tijd) finale: 1.51,62                                    |
| Frank Drost                                                                                          | 200m vlinderslag (m)            | 10e       | serie 2: 2.01,18 (2e tijd) B-finale: 2.01,23 (2e plaats)                      |
| Cees Vervoorn                                                                                        | 100m vlinderslag (m)            | 14e       | serie 5: 55,46 (3e tijd) B-Finale: 55,75 (6e tijd)                            |
| Gérard de Kort                                                                                       | 100m vlinderslag (m)            | 24e       | serie 3: 56,55 (4e tijd)                                                      |
| Gérard de Kort                                                                                       | 200m vlinderslag (m)            | 13e       | serie 1: 2.00,83 (2e tijd) B-finale: 2.01,30 (5e plaats)                      |
| Edsard Schlingemann Peter Drost Frank Drost Hans Kroes                                               | 4×100m vrije slag (m)           | 11e       | serie 2: 3.27,60 (4e tijd)                                                    |
| Edsard Schlingemann Peter Drost Frank Drost Hans Kroes                                               | 4×200m vrije slag (m)           | 7e        | serie 1: 7.29,14 (5e tijd) finale: 7.26,72                                    |
| |                                 |           |                                                                               |
| Annemarie Verstappen                                                                                 | 100m vrije slag (v)             | Brons     | serie 2: 56,11 (1e tijd) finale: 56,08                                        |
| Annemarie Verstappen                                                                                 | 200m vrije slag (v)             | Brons     | serie 1: 2.01,61 (1e tijd) finale 1.59,69                                     |
| Annemarie Verstappen                                                                                 | 100m vlinderslag                | 4e        | serie 5: 1.01,50 (2e tijd) finale: 1.01,56                                    |
| Conny van Bentum                                                                                     | 100m vrije slag (v)             | 4e        | serie 4: 56,94 (2e tijd) finale: 56,43                                        |
| Conny van Bentum                                                                                     | 200m vrije slag (v)             | 5e        | serie 2: 2.01,52 (1e tijd) finale: 2.00,59                                    |
| Conny van Bentum                                                                                     | 100m vlinderslag (v)            | 7e        | serie 2: 1.02,01 (1e tijd) finale: 1.01,94                                    |
| Conny van Bentum                                                                                     | 200m vlinderslag (v)            | 8e        | serie 4: 2.13,74 (3e tijd) Swim-Off: 2.13,60 (1e tijd) finale: 2.17,39        |
| Jolande van der Meer                                                                                 | 400m vrije slag (v)             | 6e        | serie 2: 4.16,65 (3e tijd) finale: 4.16,05                                    |
| Jolande van der Meer                                                                                 | 800m vrije slag (v)             | 6e        | serie 3: 8.46,58 (3e tijd) finale: 8.42,86                                    |
| Jolanda de Rover                                                                                     | 100m rugslag (v)                | Brons     | serie 4: 1.02,94 (1e tijd) finale: 1.02,91                                    |
| Jolanda de Rover                                                                                     | 200m rugslag (v)                | Goud      | serie 2: 2.13,50 (1e tijd) finale: 2.12,38                                    |
| Brigitte van der Lans                                                                                | 100m rugslag (v)                | 12e       | serie 1: 1.04,57 (2e tijd) Swim-Off: 1.04,82 (2e tijd) B-finale: 1.04,75 (4e) |
| Brigitte van der Lans                                                                                | 200m rugslag (v)                | 17e       | serie 3: 2.20,63 (5e tijd)                                                    |
| Petra van Staveren                                                                                   | 100m schoolslag (v)             | Goud      | serie 3: 1.11,18 (1e tijd) finale: 1.09,88 OR                                 |
| Petra van Staveren                                                                                   | 200m schoolslag (v)             | 10e       | serie 1: 2.37,20 (5e tijd) B-finale: 2.36,32                                  |
| Petra Hillenius                                                                                      | 100m schoolslag (v)             | 19e       | serie 1: 1.14,09 (5e tijd)                                                    |
| Petra Hillenius                                                                                      | 200m schoolslag (v)             | 18e       | serie 3: 2.41,57 (7e tijd)                                                    |
| Annemarie Verstappen * ** Elles Voskes * ** Desi Reijers * ** Wilma van Velsen * Conny van Bentum ** | 4×100m vrije slag (v)           | Zilver    | * serie 2: 3.47,65 (2e tijd) ** finale: 3.44,40                               |
| Jolanda de Rover Petra van Staveren Annemarie Verstappen Desi Reijers                                | 4×100 wisselslag (v)            | DSQ       | serie 1: gediskwalificeerd                                                    |